# Concert voor blokfluit, strijkinstrumenten, celesta en vibrafoon
 Concert voor blokfluit, strijkinstrumenten, celesta en vibrafoon  (Konserten for blokfløjte) is een compositie van Vagn Holmboe.
Het concerto voor de ongebruikelijke combinatie blokfluit, strijkinstrumenten, celesta en vibrafoon kwam er op initiatief van blokfluitiste Michala Petri, dan zeventien jaar. Holmboe zag zich geconfronteerd met een weinig dynamisch muziekinstrument als de blokfluit en hield de instrumentatie sober. De andere twee mede-soloinstrumenten celesta en vibrafoon kennen dezelfde eigenschap qua dynamiek. Holmboe combineert de soloinstrumenten dan ook met elkaar. Een eigenaardigheidje binnen het werk is dat de solofluistist driemaal van instrument moet wisselen. In deel 1 (Allegro innocente) combineert de componist de sopraanblokfluit met de celesta als ware een dubbelconcert. In deel 2 (Andante e quieto) combineert de componist op dezelfde wijze de altblokfluit met de vibrafoon. In deel 3 (Allegro giocoso – Meno mosso – A tempo – Poco stretto) moet de solist ook “zingen”; zij/hij moet zingen terwijl hij de fluit bespeelt. Afhankelijk van een hoge of lage zangstem wisselt de compositie dus per uitvoering. In hetzelfde deel wisselt hij van sopraanblokfluit naar sopraninoblokfluit.   
Michale Petri gaf zelf de première van dit werk tijdens een concert in Oslo, begeleid door leden van het Oslo Filharmoniske Orkester (Oslo Kamerorkest) onder leiding van Ørnulf Bøye Hansen. In 1994 werd een opname van haar met het Engels Kamerorkest onder leiding van Okko Kamu uitgebracht op RCA Victor onder vermelding "World Premiere Recording". 
Concerto’sAltvioolconcert · Celloconcert · Concert voor blokfluit, strijkinstrumenten, celesta en vibrafoon · Concert voor orkest · Fluitconcert nr. 1 · Fluitconcert nr. 2 · Tubaconcert · Vioolconcert nr. 1 · Vioolconcert nr. 2
Kamerconcerto’sKamerconcert nr. 1 voor piano, strijkinstrumenten en pauken · Kamerconcert nr. 2 voor fluit, viool, strijkinstrumenten en percussie · Kamerconcert nr. 3 voor klarinet en kamerorkest · Kamerconcert nr. 4 voor pianotrio en kamerorkest · Kamerconcert nr. 5 voor altviool en kamerorkest · Kamerconcert nr. 6 voor viool en kamerorkest · Kamerconcert nr. 7 voor hobo en kamerorkest · Kamerconcert nr. 8 voor orkest · Kamerconcert nr. 9 voor viool, altviool en kamerorkest · Kamerconcert nr. 10 · Kamerconcert nr. 11 voor trompet en orkest · Kamerconcert nr. 12 voor trombone en orkest · Kamerconcert nr. 13 voor hobo, altviool en kamerorkest